# HTMS Sukhothai
HTMS Sukhothai (FS-442) (tiếng Thái: เรือหลวงสุโขทัย, RTGS: Sukhothai) là một chiếc tàu corvette  Lớp Ratanakosin của Hải quân Hoàng gia Thái Lan. Tàu được đặt tên theo Vương quốc Sukhothai, theo truyền thống được xem là vương quốc Thái đầu tiên dọc theo bờ sông Chao Phrahya.
Vào ngày 18 tháng 12 năm 2022, khi đang thực hiện nhiệm vụ tuần tra thời tiết ở vịnh Thái Lan, chiếc tàu chiến này cách huyện Bang Saphan, tỉnh Prachuap 32 km đã gặp gió mạnh khiến nước biển tràn vào hệ thống điện làm tắt máy và các máy chính trên tàu ngừng hoạt động. Tàu mất điều khiển và nước tràn vào quá nhanh khiến tàu bị nghiêng. Sukhothai tiếp tục chìm trong nước cho đến khi chìm trong đêm. Hải quân Hoàng gia Thái Lan được điều động để giải cứu thủy thủ đoàn, Tính đến  ngày 20 tháng 12 năm 2022, họ xác nhận đã vớt được 76 thủy thủ, còn 24 trong số 106 thủy thủ vẫn mất tích.

Hải quân Thái Lan đã điều động các tàu khu trục HTMS Bhumibol Adulyadej, HTMS Kraburi và tàu đổ bộ HTMS Angthong để hỗ trợ tàu HTMS Sukhothai]] nhưng chỉ có tàu Kraburi ở gần hơn và đến kịp trước khi con tàu bị chìm. Hai trực thăng cũng được điều động tới hiện trường.
Theo Hải quân Thái Lan, 110 thủy thủ trên tàu HTMS Sukhothai đã được sơ tán an toàn lên tàu Kraburi. Gió và sóng mạnh cản trở nỗ lực giải cứu con tàu và nó bị chìm lúc 11h30 tối, giờ Thái Lan.